# Somewhere Else
Somewhere Else je čtrnácté studiové album britské rockové skupiny Marillion. Jeho nahrávání probíhalo během roku 2006 v klubu The Racket Club v Buckinghamshire. Album pak vyšlo v dubnu 2007 u vydavatelství Intact Records. Album produkoval Michael Hunter.

## Seznam skladeb
| Pořadí         | Název                    | Délka |
| -------------- | ------------------------ | ----- |
| 1.             | The Other Half           | 4:23  |
| 2.             | See It Like a Baby       | 4:32  |
| 3.             | Thankyou Whoever You Are | 4:51  |
| 4.             | Most Toys                | 2:48  |
| 5.             | Somewhere Else           | 7:51  |
| 6.             | A Voice from the Past    | 6:22  |
| 7.             | No Such Thing            | 3:58  |
| 8.             | The Wound                | 7:18  |
| 9.             | The Last Century for Man | 5:52  |
| 10.            | Faith                    | 4:12  |
| Celková délka: | Celková délka:           | 52:07 |

## Obsazení
- Steve Hogarth – zpěv, klavír, perkuse
- Mark Kelly – klávesy
- Ian Mosley – bicí
- Steve Rothery – kytara
- Pete Trewavas – baskytara, elektrická kytara, akustická kytara
- Sam Morris – francouzský roh